# Hofkriegsrat
Der Hofkriegsrat (bis 1564 Steter Kriegsrat genannt) war von 1556 bis 1848 die Militärverwaltungsbehörde für die Habsburgermonarchie, Vorläufer des späteren k.k. bzw. (seit 1867) k.u.k. Kriegsministeriums. Der Hofkriegsrat hatte seinen Sitz in Wien, zeitweise auch in Graz, und unterstand direkt dem jeweiligen habsburgischen Monarchen.

## Vorgängereinrichtungen
Bis zum Jahre 1556 wurden die militärischen und politischen Angelegenheiten von einer Behörde geleitet, die unterschiedliche Bezeichnungen trug. Unter Kaiser Maximilian I. hieß die Behörde, die zwischen 1500 und 1512 gegründet wurde, Regiment, später auch Geheime Stelle, Landesregierung, Hofrat oder auch Staatsrat.
Bereits 1529 wurde es für nötig erachtet, einen selbstständigen Kriegsrat zu begründen. Die Verhandlungen blieben jedoch lange ohne Ergebnis. Am 25. Februar 1531 erließ Ferdinand I. in Linz eine Instruktion, die die Zusammenstellung eines selbstständigen, aus vier Kriegsräten gebildeten Kriegsrates anordnete.

## Behörde

### Wiener Hofkriegsrat
Am 17. November 1556 gelang es einen stetten Kriegsrath zu gründen. König Ferdinand I. ernannte fünf Kriegsräte und übertrug das Präsidium einem der fünf, dem Kriegsrat Ehrenreich von Khungsperg. Die Kriegsräte waren meist aktive oder ehemalige hochrangige Militärs. Das Kollegium beaufsichtigte das gesamte habsburgische Wehrwesen in Krieg und Frieden. Es entschied über den Festungsbau, die Heeresausrüstung, Besoldungsfragen und die Anschaffung von Vorräten, ebenso über die Planung und Durchführung von Kriegen. Allen Militärbehörden wurde am 31. Dezember 1556 befohlen, sich dem Kriegsrat unterzuordnen. Der Titel Hofkriegsrat wurde erst in einer Kanzleiordnung von 1564 verwendet.
Sämtliche Generäle mussten auch im Krieg ihre Entscheidungen vom Hofkriegsrat im fernen Wien vorab genehmigen lassen, Ausnahme war allein der zu autonomem Handeln autorisierte Generalissimus. Diese Regel sollte koordiniertes militärisches Vorgehen auf allen Kriegsschauplätzen gewährleisten, konnte aber bei Feldzügen gegenüber selbständig entscheidenden Feldherrn einen Nachteil bedeuten (so etwa in Österreichs Kriegen gegen die Aggression Friedrichs des Großen).
Der Hofkriegsrat stand in unmittelbarer Verbindung mit der Hofkammer als Finanzbehörde und der Hofkanzlei als politischer Koordinationsstelle.
Der Hofkriegsrat, der über kein eigenes Budget verfügte, war von der  Hofkammer abhängig. Nach der zweiten Länderteilung Österreichs wurde 1565 in Graz ein zweiter, von Wien unabhängiger Innerösterreichischer Hofkriegsrat errichtet, der erst unter Kaiserin Maria Theresia (reg. 1740–1780) aufgelöst wurde und bis dahin die Militärangelegenheiten Innerösterreichs sowie die Verteidigung der an das Osmanische Reich angrenzenden Provinzen leitete.
Kaiser Matthias veränderte 1615 durch die sogenannte Neue Instruktion den Wirkungskreis des Hofkriegsrats. Unter Ferdinand III. entstand die Stelle des Hofkriegsratsvizepräsidenten.
Dabei war die Organisation des Hofkriegsrats nicht unumstritten. Von Prinz Eugen stammt die Beurteilung des Hofkriegsrats, den er selbst 33 Jahre führen sollte: „Das Haupthindernis des österreichischen Kriegswesens war bisher die üble Organisation des Hofkriegsrates“. Auch Graf Harrach, Präsident des Hofkriegsrates seit Ende 1738, führte  Klage darüber, dass „in Kriegs- und Friedensangelegenheiten völlig unerfahrene Personen den Kaiser in militärischer Beziehung zu beeinflussen suchen.“
Auch Leopold I., Karl VI. und Maria Theresia änderten die Organisation des Hofkriegsrats. Kaiser Joseph II. führte eine Zentralisierung aller Zweige der Militärverwaltung unter dem Hofkriegsrat ein.
Als Erzherzog Karl 1801 von Kaiser Franz II. mit den Agenden des Hofkriegsrats betraut wurde, führte er zunächst den Titel eines Kriegsministers ein und gliederte den Hofkriegsrat in drei Departements (für militärische, Justiz- und Verwaltungsfragen). Das Verwaltungsgremium wurde von einem Hofkriegsratspräsidenten geleitet.
1848 wurde der Hofkriegsrat in das k. k. Kriegsministerium umgewandelt. Von 1853 bis 1860 wurde dem Kriegsministerium von Kaiser Franz Joseph I. wieder die Kommandogewalt übertragen und die Behörde als Armeeoberkommando bezeichnet, 1860 aber wieder in Kriegsministerium umbenannt.
Im Ausgleich von 1867, mit dem Ungarn innenpolitisch selbständig wurde, vereinbarte der Kaiser mit Ungarn, dass Heer und Flotte zu den „gemeinsamen Angelegenheiten“ Österreichs und Ungarns gehörten, also keiner der beiden Regierungen unterstanden, sondern nur dem Monarchen persönlich und dem von ihm ernannten Kriegsminister. Das k.u.k. Kriegsministerium, die Armee (ab 1889) und die Kriegsmarine wurden daher nunmehr bis 31. Oktober 1918, als Ungarn diese Realunion aufkündigte, als k.u.k., als kaiserlich und königlich, bezeichnet. Neben diesen Institutionen der gesamten Doppelmonarchie bestanden weiters für Cisleithanien die k.k. Landwehr und für Transleithanien die k.u. Honvéd unter Ministern der beiden Reichshälften (Ministerium für Landesverteidigung und Honvédministerium).
Da Kaiser Franz Joseph I. den Oberbefehl des Heeres persönlich führte und für die strategischen Angelegenheiten der Generalstabschef (im Frieden formal Untergebener des Kriegsministers) zuständig war, hatte sich das Kriegsministerium nur mit den Verwaltungsangelegenheiten des Heeres und der Flotte zu beschäftigen.

### Innerösterreichischer Hofkriegsrat
Nach der Länderteilung von 1564 wurde auch die bisher einzig von dem Wiener Hofkriegsrat geübte Aufsicht über die einzelnen Sektoren der habsburgischen Militärgrenze zum Osmanischen Reich dezentralisiert.
Die Länderteilung hatte die Schwierigkeiten zwischen einer weitab gelegenen kaiserlichen Verwaltung durch den Hofkriegsrat in Wien und den direkt betroffenen Landschaften, die die Grenzen unterhielten, offengelegt.
Erzherzog Karl hatte sich mehrfach an den Kaiser gewandt, wenn ihn Klagen der innerösterreichischen Stände über den desolaten Zustand der Grenzen erreichten. Der Instanzenweg, der bei der Veranschlagung und Durchführung des Kriegswesens beim Wiener Hofkriegsrat zu durchlaufen war, verlängerte sich dadurch, sodass vor allem die Kontrolle der finanziellen Aufwendungen nicht mehr gewährleistet war. So kam es zum Plan eines innerösterreichischen Hofkriegsrats. Dieser sollte die Organisation des Grenzschutzes gegen das Osmanische Reich übernehmen.
Nach der Instruktion vom 2. Januar 1578 und den Direktiven vom 11. März 1578 bernahm der innerösterreichische Hofkriegsrat die Betreuung der Innerösterreich überbürdeten Abschnitte, konkret die Oberaufsicht über das Kriegsvolk an der Grenze und die Grenzfestungen.
Anders als der Wiener Hofkriegsrat war das Pendant in Innerösterreich keine rein landesfürstliche Behörde. Die Stände der Steiermark, Kärntens und Krains entsandten Vertreter als Räte in das Gremium (zwei Räte aus der Steiermark, je ein Hofkriegsrat aus Kärnten und Krain). Die Behörde bestimmte die wichtigeren Posten in der Grenze wie die Hauptmannschaften, die niedrigeren wurden von den Grenzobristen selbständig besetzt. Über die Ausgaben führte die innerösterreichische Hofkammer in Graz die Aufsicht.
Am 5. Juni 1705 wurde der innerösterreichische Hofkriegsrat nach scharfer Kritik des Prinzen Eugen aus der Unterordnung unter die Österreichische Hofkanzlei gelöst und dem Wiener Hofkriegsrat unterstellt.

## Gebäude

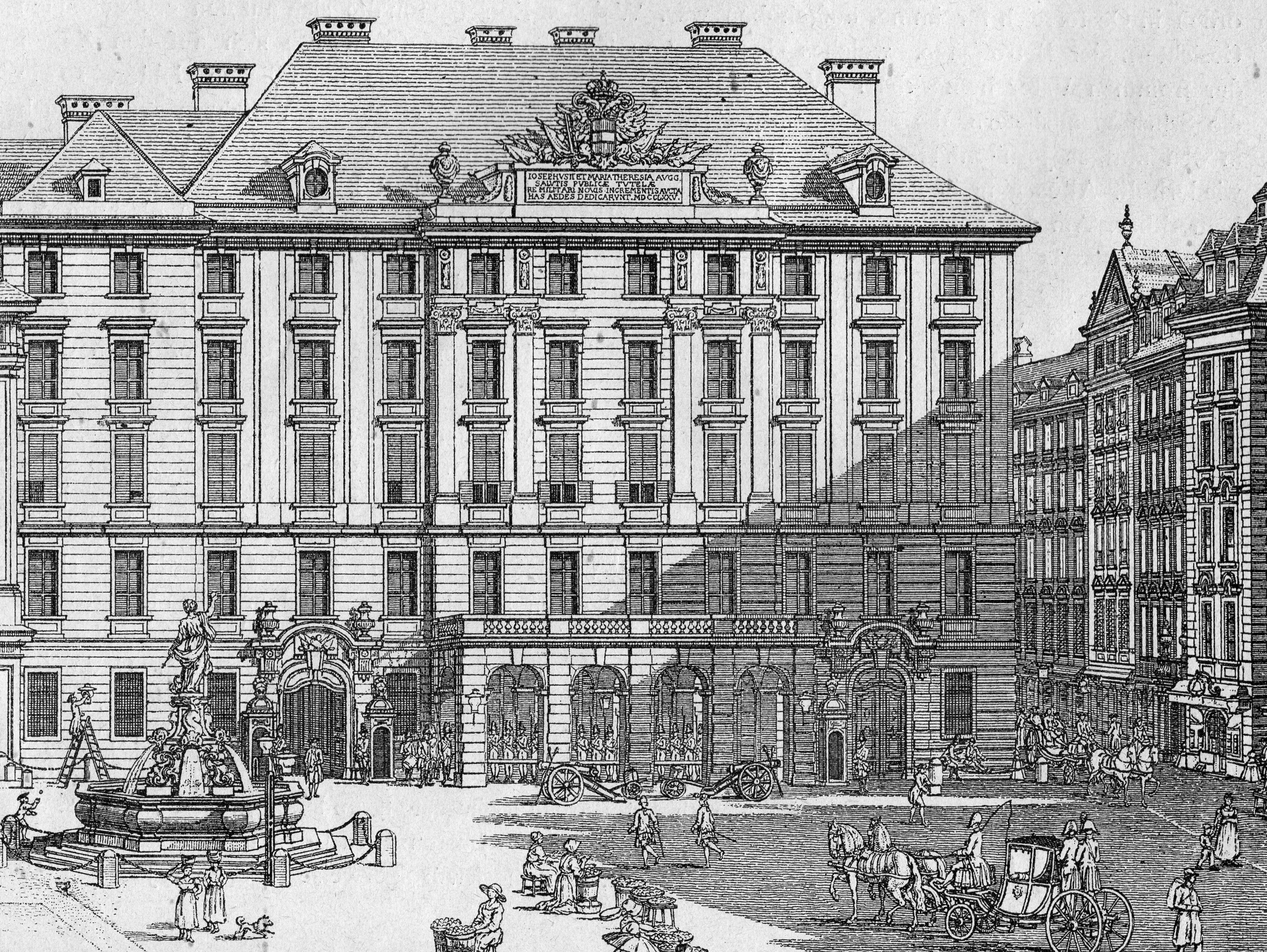
Das Hofkriegsratsgebäude im Jahre 1775

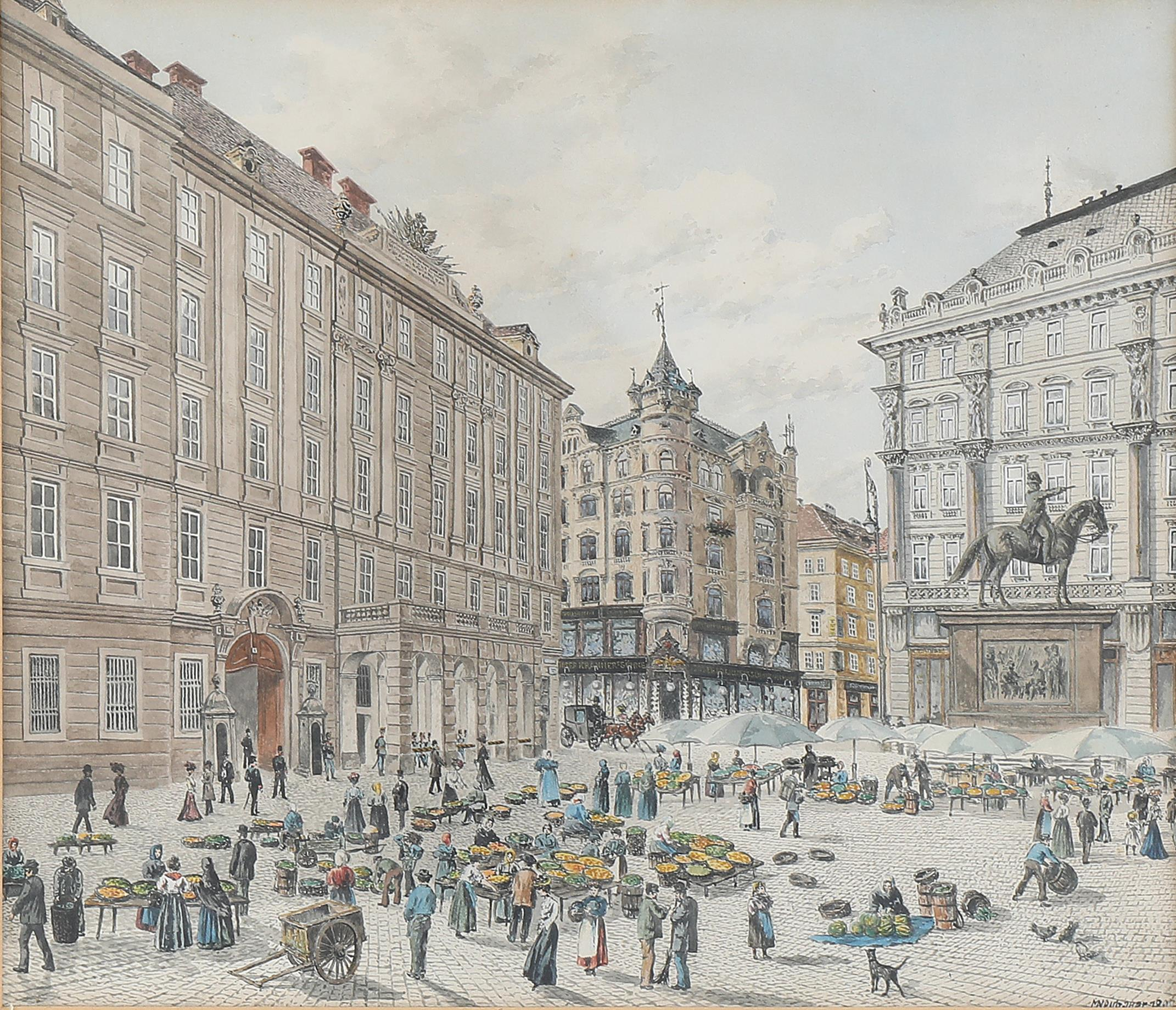
Hofkriegsratsgebäude und Radetzky-Denkmal um 1900

Das Hofkriegsratsgebäude befand sich in Wien am Platz Am Hof 17 (nach einer Adressänderung heute Am Hof 2), Bognergasse 4–6 und Seitzergasse 1–3 in Wien. An seiner Stelle befand sich einst der romanische Hauptbau der „Babenberger Herzogspfalz“ (Am Hof), deren Hofkapelle um 1400 durch die benachbarte gotische Hallenkirche der Karmeliter, später der Jesuiten, ersetzt wurde (heutige Kirche am Hof). Die von Heinrich Jasomirgott 1155/56 erbaute Pfalz diente ab Ende des 13. Jahrhunderts als landesfürstliche Münze, ab 1365 als Kloster.
Nach der Aufhebung des Jesuitenordens fiel das Haus an den Staat und wurde zum Sitz des Hofkriegsrats erklärt. Nach Plänen von Franz Anton Hillebrand wurde der Bau in den Jahren 1774 und 1775 umgebaut und teilweise aufgestockt. 1776 bis 1848 war hier der Hofkriegsrat beheimatet, 1848 bis 1853 das Kriegsministerium, 1853 bis 1860 das Armeeoberkommando, 1860 bis 1867 wieder das Kriegsministerium und von 1867 bis 1912 das Reichskriegsministerium.
Am 6. Oktober 1848 wurde Kriegsminister Graf Baillet von Latour vor dem Gebäude von Revolutionären ermordet.
1892 wurde das von Caspar Zumbusch gestaltete Radetzky-Denkmal vor dem Hofkriegsratsgebäude Am Hof aufgestellt.
Im Jahre 1913 übersiedelte das Reichskriegsministerium in den Neubau am Stubenring. Das Radetzkydenkmal folgte dem Kriegsministerium ebenso an seinen neuen Standort an der Wiener Ringstraße wie die Innenausstattung der Repräsentationsräume.
Das Gebäude Am Hof wurde nach der Übersiedlung des Ministeriums ungeachtet zahlreicher Proteste sofort abgerissen. Adolf Loos bezeichnete beispielsweise den drohenden Abriss 1906 als „Frevel“, das Kriegsministerium als „schönstes sterbendes Gebäude“ Wiens, es gebe den „Grundakkord für den Platz“ und Ähnliches. Im an seiner Stelle errichteten Bürohaus hatte ab 1915 die Niederösterreichische Escompte-Gesellschaft, später die Österreichische Länderbank ihren Sitz. 1990 fusionierte diese mit der heutigen Bank Austria, die das Haus 2008 verkaufte. Die Nachnutzung durch ein Hotel wurde angekündigt. 2011 kam es vermutlich aufgrund Bauarbeiten zu einem Brand in dem Gebäude, im Zuge dessen das Gebäude innen komplett zerstört wurde. Durch die Hotelkette Hyatt wurde das Gebäude renoviert und im Juli 2014 als Luxushotel neu eröffnet.

## Präsidenten

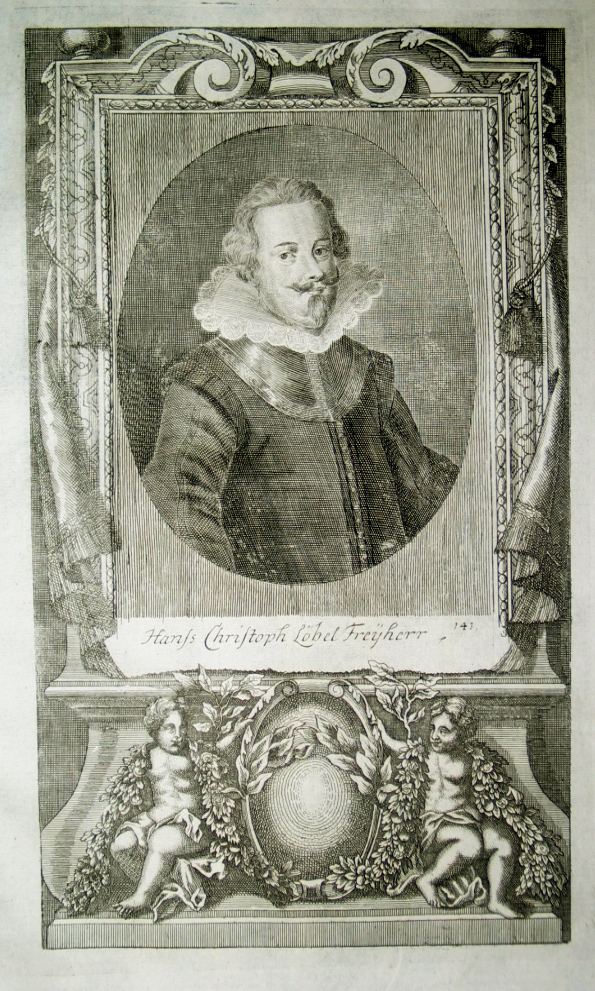
Hans Christoph Freiherr von Löbl, Hofkriegsratspräsident 1630–1632

(Viele Präsidenten waren Feldmarschälle.)
1. Ritter Ehrenreich von Königsberg 1556–1560
2. Gebhard Freiherr von Welzer 1560–1566
3. Georg Teufel Freiherr von Guntersdorf 1566–1578
4. Wilhelm Freiherr von Hofkirchen 1578–1583
5. David Ungnad von Weissenwolff 1584–1599
6. Melchior Freiherr von Redern 1599–1600
7. Karl Ludwig zu Sulz 1600–1610
8. Hans Freiherr von Mollard 1610–1619
9. Ritter Johann Kaspar von Stadion 1619–1624
10. Rambold Graf Collalto 1624–1630
11. Hans Christoph Freiherr von Löbl 1630–1632
12. Heinrich Schlik zu Bassano und Weißkirchen 1632–1649
13. Wenzel Eusebius von Lobkowicz 1649–1665
14. Annibale (Hannibal) Fürst Gonzaga 1665–1668
15. Raimondo Montecuccoli 1668–1681
16. Hermann von Baden-Baden 1681–1691
17. Ernst Rüdiger von Starhemberg 1692–1701
18. Heinrich Franz von Mansfeld 1701–1703
19. Prinz Eugen von Savoyen 1703–1736 (der edle Ritter)
20. Dominik von Königsegg-Rothenfels 1736–1738
21. Johann Philipp Graf Harrach 1738–1762
22. Leopold Graf Daun 1762–1766
23. Franz Moritz Graf Lacy 1766–1774
24. Andreas Graf Hadik von Futak 1774–1790
25. Michael Johann von Wallis 1791–1796
26. Friedrich Moritz von Nostitz-Rieneck 1796
27. Ferdinand Graf Tige 1796–1801
28. Erzherzog Karl von Österreich (der Sieger von Aspern) (er vereinigte zwischen 1804 und 1805 als Kriegs- und Marineminister auch die Eigenschaften eines Hofkriegsratspräsidenten, zwischen 1805 und 1809 Kriegs- und Marineminister sowie oberster Chef des Hofkriegsrates und direkter Leiter des militärischen Departements)
29. Maximilian Baillet von Latour 1805–1806 (mit dem Titel eines Hofkriegsratspräsidenten Vorstand der ökonomischen Sektion)
30. Wenzel Joseph von Colloredo 1806–1809 (mit dem Titel eines Hofkriegsratspräsidenten Vorstand der ökonomischen Sektion)
31. Heinrich Graf Bellegarde 1809–1813
32. Karl Philipp Fürst zu Schwarzenberg 1814–1820
33. Heinrich Graf Bellegarde 1820–1825
34. Friedrich Prinz von Hohenzollern-Hechingen 1825–1830
35. Ignaz Graf Gyulay 1830–1831
36. Johann Maria Philipp Frimont von Palota 1831
37. Ignaz Graf Hardegg 1831–1848
38. Karl Ludwig von Ficquelmont 1848

## Hofkriegsratvizepräsidenten (Auswahl)
- Wenzel Eusebius von Lobkowicz 1644
- Walter Leslie 1650
- Hans Christoph III. von Puchheim 1651
- Karl Philipp zu Schwarzenberg 1805